# ماريان كراوس
ماريان كراوس (بالألمانية: Marianne Kraus)‏ هي رسامة وكاتِبة ألمانية، ولدت في 8 مايو 1765 في بوخن في ألمانيا، وتوفيت في 24 مايو 1838 في إرباخ إم أودنفالد في ألمانيا.